# Germán Voboril
Germán Ariel Voboril (Lanús, 5 maggio 1987) è un ex calciatore argentino, di ruolo difensore.

## Caratteristiche tecniche
Gioca come terzino sinistro.

## Carriera

### Nazionale
Nel 2007, con la nazionale Under-20 argentina, ha preso parte ai vittoriosi Mondiali Under-20 in Canada.

## Palmarès

### Club

#### Competizioni nazionali
- Campionato argentino: 4

San Lorenzo: Clausura 2007, 2012-2013 (A), 2012-2013
Racing Club: 2014

#### Competizioni internazionali
- Coppa Libertadores: 1

San Lorenzo: 2014

### Nazionale
- Campionato mondiale Under-20: 1

Canada 2007